# ليلى حلمي
ليلى حلمي (1 يناير 1920 -7 يونيو 1980) مغنية وممثلة مصرية من مواليد أول يناير 1920، وهي الأخت الكبرى للفنانة ثريا حلمي. أمضت فترة طويلة من حياتها في لبنان وفي سوريا والعراق حيث كانت تعمل في ملاهيها المختلفة وكان لها معجبون كثيرون ويرجع عهدها بالغناء إلى مطلع الثلاثينات من القرن الماضي إذ كانت تغني بكازينو مونتي كارلو بمدينة الأسكندرية ثم توجهت للإذاعة المصرية عام 1934 وكانت من أوائل الذين غنوا في افتتاح الإذاعة المصرية. بدأت حياتها الفنية بدخولها السينما ووقوفها أمام إستيفان روستي في فيلم «المجد الخالد» عام 1937.
قدمت العديد من الأعمال الفنية من تحلين محمد الوهاب وزكريا أحمد. توفيت ليلى حلمي في 7 يونيو 1980.
أهم أغانيها: بكرة المعاد - سافرو وفاتوني (جليل البنداري - أحمد صدقي) - في الروض جمالك (كلمات: أحمد عبد المجيد - الحان: محمد عبد الوهاب) - القطر جه (محمد علي فتوح - سيمون وهبة) - يا خاين ودي يا قاسى سقيتنى المر من كاسي (كلمات: عبد العزيز سلام - ألحان: محمد القصبجي
) - يا اسكندرية يا ام اللطافة - الفرح اهو هل علينا - يا سلام على طبعك (ألحان محمود الشريف - كلمات: مأمون الشناوي) - يا شاغل فكري.

## قائمة أفلامها
فيلم «المجد الخالد» للمخرج يوسف وهبي، عام 1937
فيلم «قيس وليلى» للمخرج إبراهيم لاما، عام 1939
فيلم «خلف الحبايب» للمخرج فؤاد الجزايرلي، عام 1939
فيلم «امرأة خطرة» للمخرج أحمد جلال، عام 1941
فيلم «العريس الخامس» للمخرج أحمد جلال، عام 1942
فيلم «وحيدة» للمخرج إبراهيم لاما، عام 1944
فيلم «حسن وحسن» للمخرج نيازي مصطفى، عام 1945
فيلم «عروسة للإيجار» للمخرج فريد الجندي، عام 1946
فيلم «خالي شغل» للمخرج حسن عامر، عام 1955

## وصلات خارجية
- ليلى حلمي على موقع IMDb (الإنجليزية)
- ليلى حلمي على موقع الدهليز
- ليلى حلمي على موقع قاعدة بيانات الأفلام العربية
- ليلى حلمي على الدهليز
- ليلى حلمي نسخة محفوظة 27 أكتوبر 2021 على موقع واي باك مشين. على كاروهات